# Хаџи Хуремова — Бор џамија са гробљем
Хаџи Хуремова — Бор џамија са гробљем саграђена је 1561. године у Новом Пазару. Заштићена је као споменик културе од 1983. године.

## Историја
Хаџи Хуремова џамија је једна од најстаријих џамија у Новом Пазару. Џамија је изграђена 1561. године о чему сведочи натпис арапским писмом на плочи која се налази на објекту. Није познато одакле потиче име Бор џамија, али је данас становници Новог Пазара тако зову.

## Изглед
Молитвени део је аутентичан и у основи квадратног облика. Лепо декорисан дрвени трем је накнадно дозидан испред улаза. Ширина трема одступа од ширине главног дела за основу минарета. Галерија се налази изнад улаза и прати читаву ширину зида, а чине је декорисани стубови и јастуци. Унутрашњост је поприлично једноставна. Михраб је плитак и није украшен. По угледу на минарет у Алтум-алем џамији, минарет у Бор џамији је дванаестростран и лепо озидан тесаним каменом пешчаром жуте боје. Уз јужни зид грађевине налази се турбе ктитора Хаџи Хурема. У комплексу се налази и гробље на ком је сачувано неколико нишана из 18. и 19. века са записима на арапском језику. Овај комплекс је опасан ниском зиданом оградом. Ограда је покривена двоводним каменим кровом.